# Terrance a Phillip – Za zenitem
Terrance a Phillip – Za zenitem (v anglickém originále Terrance and Phillip: Behind the Blow) je pátý díl páté řady amerického animovaného televizního seriálu Městečko South Park. Premiéru měl 18. července 2001 na americké televizní stanici Comedy Central

## Děj
Duo kanadských komiků Terrance a Phillip se rozpalo a každý se rozhodl, že budou vystupovat každý zvlášť. Kyle, Stan, Kenny a Cartman se snaží dát je zase dohromady. Nechají je, aby vystoupili na festivalu nazvaném Den země.